# Noblella
Noblella é um gênero de anfíbios da família Craugastoridae.
As seguintes espécies são reconhecidas:
- Noblella carrascoicola (De la Riva & Köhler, 1998)
- Noblella coloma Guayasamin & Terán-Valdez, 2009
- Noblella duellmani (Lehr, Aguilar & Lundberg, 2004)
- Noblella heyeri (Lynch, 1986)
- Noblella lochites (Lynch, 1976)
- Noblella lynchi (Duellman, 1991)
- Noblella myrmecoides (Lynch, 1976)
- Noblella personina Harvey, Almendáriz, Brito-M. & Batallas-R., 2013
- Noblella peruviana (Noble, 1921)
- Noblella pygmaea Lehr & Catenazzi, 2009
- Noblella ritarasquinae (Köhler, 2000)